# Spatiotemporale Genexpression

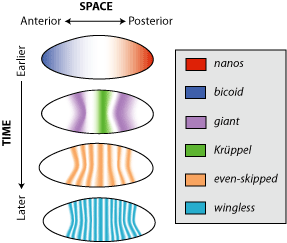
Muster der Genexpression in Drosophila melanogaster.

Die spatiotemporale Genexpression (‚räumlich-zeitliche Genexpression‘) bezeichnet die zeitlichen und räumlichen Unterschiede der Genexpression in den verschiedenen Zelltypen während der Entwicklung eines Organismus.

## Eigenschaften
Im Gegensatz zu den ständig aktiven Haushaltsgenen werden induzierte Gene nur zu bestimmten Zeitpunkten aktiviert. Die Steuerung der Genexpression erfolgt unter anderem durch Zell-Zell-Kontakte, durch Veränderung des Zytoskeletts und der extrazellulären Matrix und durch Gradienten von verschiedenen Agonisten und Antagonisten. Die Einleitung der Genexpression erfolgt durch eine Bindung von Transkriptionsfaktoren an den Promotor. Die Zellabstammung der unterschiedlichen Zelltypen in den unterschiedlichen Geweben beruht auf der spatiotemporalen Genexpression.

## Methoden

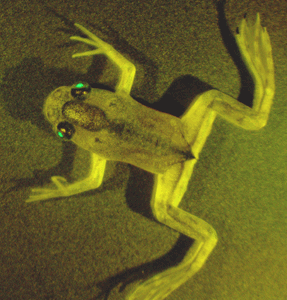
Expression von GFP unter dem gamma-Crystalline-Promotor in den Augen

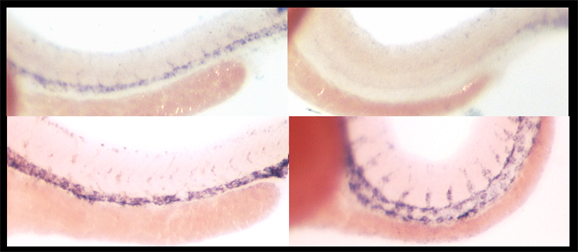
In-situ-Hybridisierung von Genen in Arterien (oben) und Venen (unten) beim Zebrafisch

Zur Identifikation der zeitlichen Aktivierung eines Promotors kann ein Reportergen hinter den zu untersuchenden Promotor eingefügt werden, z. B. per Enhancer-Trap-Methode. Die räumliche Verteilung der Genexpression eines bestimmten Gens in einem Organismus kann durch eine In-situ-Hybridisierung mit der mRNA oder durch Immunhistochemie des Proteins untersucht werden. Da beide Methoden unterschiedliche Fehlerquellen besitzen, werden sie oftmals parallel durchgeführt. Bei fluoreszenten Reporterproteinen kann auch die Fluoreszenzmikroskopie oder die Fluoreszenztomographie verwendet werden.
Eine zeitlich begrenzte Genexpression kann durch induzierbare Promotoren mit Induktoren erzielt werden, die sonst nicht im Organismus vorkommen, z. B. Tetracyclin, Mifepriston oder per Optogenetik. Mit MicroRNA kann die Genexpression zeitlich begrenzt unterdrückt werden.